# Eurowheel
Az Eurowheel 90 méter magas óriáskerék (panorámakerék), mely az olaszországi Mirabilandia vidámparkban található, Savio mellett, nagyjából 10 km-re Ravennától.
Az 1999-ben épült óriáskerék ötven gondolájának befogadóképessége összesen négyszáz ember. Jó időjárási viszonyok mellett tetejéről az Appenninektől az Adriai-tenger partjáig el lehet látni. Éjjel ötvenezer égő világítja ki a kereket. A kerék egy fordulatot tizenegy perc alatt tesz meg.
Megépülésekor az Eurowheel volt Európa legmagasabb óriáskereke, mígnem 1999 végén megelőzte a 130 méter magas London Eye.